# Mercy (GOOD Music)
Mercy è un singolo collaborativo dei rapper Kanye West, Big Sean, Pusha T e 2 Chainz, pubblicato da GOOD Music nel 2012. Il brano viene presentato come primo estratto dalla compilation Cruel Summer, in cui è intitolato Mercy.1.

## Video musicale
Il video musicale è stato diretto dal regista australiano-statunitense Nabil Elderkin ed è stato girato a Doha (Qatar).

## Tracce
1. Mercy – 5:32